# Rattenschieting
Rattenschieten was een kwelspel dat tot 1988 georganiseerd werd in het kader van de jaarlijkse kermis te Zaffelare. Het gaat om een variant op de staande wip, waarbij de doelen voor de gelegenheid vervangen werden door kistjes waarin levende ratten zaten. Het doel van het spel was om de kistjes open te schieten, zodat de ratten naar beneden vielen. Ratten die de val overleefden, werden vervolgens de nek omgedraaid door de lokale rattenvanger.
De traditie zou ontstaan zijn bij de Sint-Sebastiaansgilde van Zaffelare in het kader van een aanslepende politieke strijd tussen katholieken en liberalen in het begin van de 20e eeuw. Leden van de gilde zaten in het kamp van de liberalen en zouden dan symbolisch op ratten, de 'slippendragers van de pastoor', zijn beginnen schieten.
Sinds eind jaren zestig kreeg de traditie landelijke bekendheid, onder meer door protest van dierenrechtenactivisten. De rattenschieting werd uiteindelijk in 1987 verboden op grond van de derde dierenwelzijnswet uit 1986. De ratten werden nog één editie vervangen door plastic exemplaren, maar de ontgoocheling was zo groot dat de wedstrijd een jaar later niet meer georganiseerd werd.